# Dan Fogelman
Dan Fogelman (River Vale, 19 febbraio 1976) è uno sceneggiatore, produttore cinematografico e regista statunitense.

## Biografia
Inizia la sua carriera come sceneggiatore per i film Pixar Cars - Motori ruggenti e Cars 2. Ha scritto inoltre le sceneggiature per i film d'animazione Rapunzel - L'intreccio della torre e Bolt - Un eroe a quattro zampe, in quest'ultimo ha anche doppiato il personaggio di Billy. Per il suo lavoro nei film Disney/Pixar ha ottenuto due candidature agli Annie Awards.
Nel 2013 scrive la sceneggiatura di Parto con mamma, commedia on the road interpretata da Barbra Streisand e Seth Rogen, ispirata ad un vero viaggio attraverso gli Stati Uniti intrapreso con sua madre Joyce. Nel 2012 crea e produce la sit-com Vicini del terzo tipo, mentre nel 2015 ha ideato la serie televisiva musical Galavant.
Nel 2015 debutta alla regia con il film La canzone della vita - Danny Collins, interpretato da Al Pacino.

## Filmografia

### Sceneggiatore
- Cars - Motori ruggenti (Cars), regia di John Lasseter (2006)
- Fred Claus - Un fratello sotto l'albero (Fred Claus), regia di David Dobkin (2007)
- Bolt - Un eroe a quattro zampe (Bolt), regia di Chris Williams e Byron Howard (2008)
- Rapunzel - L'intreccio della torre (Tangled), regia di Nathan Greno e Byron Howard (2010)
- Cars 2, regia di John Lasseter (2011)
- Crazy, Stupid, Love, regia di Glenn Ficarra e John Requa (2011)
- Parto con mamma (The Guilt Trip), regia di Anne Fletcher (2012)
- Last Vegas, regia di Jon Turteltaub (2013)
- Vicini del terzo tipo (The Neighbors) – serie TV (2012-2014)
- Galavant – serie TV (2015)
- La canzone della vita - Danny Collins (Danny Collins), regia di Dan Fogelman (2015)
- This Is Us – serie TV (2016 - 2022)
- La vita in un attimo (Life Itself), regia di Dan Fogelman (2018)
- Bir Aile Hikayesi – serie TV (2019)
- Dit zijn wij – serie TV (2019-2020)
- Je te promets – serie TV (2021-2023)
- Noi – serie TV (2022)

### Regista
- La canzone della vita - Danny Collins (Danny Collins) (2015)
- La vita in un attimo (Life Itself) (2018)

### Produttore
- Like Family – serie TV (2003-2004)
- Parto con mamma (The Guilt Trip), regia di Anne Fletcher (2012)
- Vicini del terzo tipo (The Neighbors) – serie TV (2012-2014)
- Quel fantastico peggior anno della mia vita (Me & Earl & the Dying Girl), regia di Alfonso Gomez-Rejon (2015)
- Galavant – serie TV, 18 episodi (2015-2016)
- Grandfathered – serie TV, 19 episodi (2015-2016)
- This Is Us – serie TV (2016 -2022)
- La vita in un attimo (Life Itself), regia di Dan Fogelman (2018)
- Paradise (serie televisiva 2025) (serie televisiva), regia di Dan Fogelman (2025)